# Test Drive Unlimited
Test Drive Unlimited é um jogo de videogame de corridas, que se passa na ilha de Oahu, no Havaí.
Neste jogo você pode controlar mais de 125 carros e motos licenciados, entre eles marcas como Ford,Chevrolet, Lamborghini,etc.
Na versão para Playstation 2 boa parte do conteúdo ficou de fora, como muitos carros, NPCs, e todas as motocicletas, sem falar que os gráficos e a qualidade de audio são obviamente inferiores aos consoles de nova geração. É parecido com o de PSP (No PSP falta câmera de interior).
O jogo é um MOOR (Massive Open Online Racing), onde jogando online, você pode criar um avatar (boneco virtual), comprar casas, carros, roupas, cortes de cabelo, etc. Pode-se fazer, também, somente pelo Xbox 360 e pelo PC, downloads de carros e motos novos.

## Gameplay
Em Test Drive unlimited, o personagem é capaz de andar na estrada e fora da estrada, estimulante qualquer raça elas encontro. Oahu é o cenário do jogo, os criadores usaram fotos via satelite para projetar o mapa do jogo. O terreno difere de florestas e montanhas para praias e a capital do Hawaii, Honolulu. A versão para Xbox 360 possuía volantes compativeis desde o lançamento.
Embora o material publicitário para o jogo sugere que o mapa é precisamente igual à ilha havaiana, as grandes construções do governo (Pearl Harbor, Campo H. M. Smith, e Base aerea Hickam), e notáveis patrimônios (estátua de Kamehameha, etc) não são apresentados no jogo. *Muitas construções e rodovias também não aparecem.
O jogo começa escolhendo um dos passageiros, indo para Honolulu, depois comprando um automóvel e uma casa. O personagem é livre para explorar a ilha; há também as seguintes localizações.
- Concessionárias de Carros/Motocicletas
- Locadora de Veículos
- Lojas de Tuning (Otimizadoras de Veículos)
- Imobiliarias
- Lojas de Roupas

Desafios podem ser também achado, que inclui:
- Corrida
- Corrida contra o tempo
- Corrida de Velocidades
- Hitchhiker
- Top Model
- Mensageiro
- Entrega de carros

O sucesso em desafios é recompensado em dinheiro, ou nos modos de transporte de passageiros, cupoms. Usando estes cupoms, o jogador pode editar seu Avatar (Personagem). Dinheiro ganho pode ser gasto  comprando novos veículos, alugando automóveis, otimizando automóvels e comprando casas. Jogadores podem comprar carros de fabricantes incluindo Ford, Chrysler, Koenigsegg, Chevrolet, Maserati, Lamborghini, Audi, Pagani, Ferrari, Mercedes-Benz, Lotus, TVR, Jaguar, McLaren, e também como motocicletas como Ducati, Kawasaki, e Triunfar.

## Conteúdo indisponivel no PS2 e PSP
Nas versões PlayStation 2 e PlayStation Portable do Test Drive Unlimited está em falta:
- transmissão manual
- Personalização de avatar.
- Faltam  automóveis como Ferraris e Maseratis e outros automóveis,resultando apenas em 72 automóveis (praticamente 67, mas ainda existem as versões especiais do Nissan 350Z coupe, como o Nissan 350Z Nismo r-tune e r-tune power, e versões da Mercedes-Benz SLK 55 AMG ,como a SLK B 55 S, SLK 55 AMG Performance Package e a SLK 6.1 capacity increase)
- Não há Motocicletas,
- Faltam tipos de missão
- Faltam PNJs de Concessionarias e lojas

Na versão de PSP é pior ainda: 
Falta a câmera do interior do carro e o automóvel é totalmente fosco. 
Mas, as versões de PS2/PSP também tem conteúdos que o Xbox 360 não tem. Por exemplo, eles têm GPS. Algumas pessoas querem uma versão para Playstation 3 com o conteúdo removido do Playstation 2 e do PSP.
Mas tudo o que foi retirado das versões de PC e Xbox 360, foi para que o PS2 e PSP pudessem suportar por causa do hardware mais antigo. Mas mesmo assim, é divertido.

## Lista de Carros Para PC
Marca - Carros - Classe
- AC 289 - G

- Alfa GT 3.2 V6 24v - F

- Alfa Romeo 8c Competizione - C

- Ascari KZ1 - B

- Aston Martin V8 Vantage - D

- Aston Martin DB9 Coupe - D

- Aston Martin DB9 Volanto - D

- Aston Martin DB7 Zagato - D

- Aston Martin Vanquish S - C

- Aston Martin DB4 GT Zagato - G

- Audi A3 3.2 quattro DSG - F

- Audi TT quattro sport - F

- Audi A6 4.2 quattro - E

- Audi S4 Cabriolet- E

- Cadillac XLR-V - D Caterham CSR 260 - B

- Chevrolet SSR - F

- Chevrolet Corvette C6 Coupe - C

- Chevrolet Corvette Z06 Coupe - B

- Chevrolet Camaro Z-28 - G

- Chevrolet Corvette Stingray 69 - G

- Chrysler 300C SRT-8 - D

- Chrysler Firepower Concept car - C

- Chrysler ME FOUR-TWELVE - A

- Dodge Viper SRT 10 - B

- Farboud Supercharged GTS Prototype 2005 - B

- Ferrari F430 - B

- Ferrari F430 Spider - B

- Ferrari 575M Maranello - C

- Enzo Ferrari - A

- Ferrari 288 GTO - C

- Ford Mustang GT Coupe - E

- Ford Mustang GT Convertible - E

- Ford Mustang GT-R Concept - D

- Ford GT - B (production-model)

- Ford Shelby Cobra Concept - B

- Ford Shelby GR-1 Concept - B

- Jaguar XK Coupe - E (new model)

- Jaguar XK Convertible - E (new model)

- Jaguar XKR Coupe - D (original model)

- Jaguar XJ220 - B Jaguar Type E Coupe - G (Series-1 or 1.5 4.2L 2-seater (as opposed to the taller 2+2))

- Koenigsegg CC8S - A

- Lamborghini Gallardo Spyder - C

- Lamborghini Gallardo SE - B

- Lamborghini Murciélago Coupe - A

- Lamborghini Miura P400SV - G

- Lotus Elise R - D

- Lotus Sport Exige 240R - C

- Lotus Esprit V8 - D (last model, european version)

- Maserati Spyder 90th Anniversary - D

- Maserati Spyder Cambiocorsa - D

- Maserati GranSport - D

- Maserati MC12 - A

- Maserati 3500 GT - G

- McLaren F1 - A

- McLaren F1 LM - A

- Mercedes-Benz SLK 55 AMG - D

- Mercedes-Benz SLS 55 AMG - D

- Mercedes-Benz SL 65 AMG - C

- Mercedes-Benz CLK DTM - B

- Mercedes-Benz SLR McLaren - A

- Mercedes-Benz 300 SL Gullwing - G

- NISSAN 350Z Coupe - E

- NISSAN 350Z Nismo S-Tune - E

- Noble M12 GTO-3R - B

- Noble M14 - B

- Pagani Zonda C12S - A

- Pontiac GTO - E (modern Monaro-based model, early version)

- Pontiac Firebird - G (1970-73-model? Trans-Am)

- Saleen S7 Twin-Turbo - A

- Saturn Sky - F

- Shelby GT500 - G (1967 Fastback-model with stripes)

- Shelby Cobra Daytona Coupe - G

- Spyker C8 Laviolette - C

- TVR Tuscan S - C

- TVR Sagaris - C

- Volkswagen Golf R32 - F (new Golf-5 model)

- Volkswagen W12 Roadster - C

- Volkswagen W12 Coupe - B Wiesmann Roadster MF3 - D

## Conteúdo para download

### Xbox 360
No XBOX 360, carros novos pode ser baixados via XBOX Live, semelhante ao Project Gotham Racing. alguns automóveis só podem ser comprados (Com Dólares), enquanto são grátis como parte de um pacote. Todos os automóveis ainda precisam serem comprados com o dinheiro do jogo nas suas concessionarias antes deles poderem ser utilizados no jogo.

### PC
A versão de PC do TDU tem tido consideravelmente mais fraco do que a versão de Xbox 360. apenas uma atualização foi feita. e adiciona dois carros grátis: o Nissan Skyline GTR R34 e Audi RS4 Quattro Saloon.
Foram lançados arquivos que modificam a peformance do jogo em duas versões:uma para computadores medios,e outra para computadores fracos.
Foi adicionado um download que faz o jogo ter transição entre dia e noite,fazendo o jogo mais realista.

## Historico da Atualização de PC
Um administrador no Atari Forums anunciou em 25 de Maio de 2007 que a versão PC o jogador receberia 2 carros gratis no jogo: o japonês Nissan Skyline GT-R R34 e o alemão Audi RS4 Quatro Saloon Esta atualização acabou ficando atrasada e não foi lançado a tempo.

### PNJs especiais na versão para Playstation 2
Havia 1500 jogadores na Versão beta de Test Drive Unlimited PS2. No fim do testes da versão beta, a Atari premiou 30 jogadores com " imortalidade" na PS2 versão de Test Drive Unlimited. Estes 30 testadores podiam nomear um dos Personagens Não Jogaveis (PNJ) no jogo. Uns usaram seu nome e sobrenome; outros escolheram outro nome. Estes 30 PNJs especiais podem ser encontrados espalhados do começo até ao fim da ilha virtual da versão para PS2.4[] Atari e Melbourne House asseguraram que os Testadores da versão beta eram destacados como PNJs. A maioria era garantia Presidente ou Vice-Presidente nos clubes de corrida em torno da ilha.

## Lista de musicas
- AFX - PWSteal.Ldpinch.D
- Alpinestars - Carbon Kid
- Billy Garner - You're Wasting My Time (PT1)
- Black Daniel - Information
- Boy Kill Boy - Back Again
- Broken Dolls - Here We Go
- Clearlake - Finally Free
- Colour of Fire - 9 Volter
- Eddie Floyd - Big Bird
- Evil 9 - Hired Goons
- Howie B - Angels Go Bald: Too
- Humanzi - Fix the Cracks
- John Kongos - He's Gonna Step On You Again
- Johnny Panic - I Live For
- Jr Walker ft. The All Stars - I'm A Road Runner
- Layo & Bushwacka ft. Mino Cinelu - Feels Closer
- Lefties Soul Connection - Sling Shot
- Metric - Handshakes
- Motor - Black Powder
- Preston Love - Cissy Popcorn
- Preston Love - Funky Chicken
- Queens of the Stone Age - No One Knows (UNKLE REMIX)
- Sgt Rock - And I'm Hip
- Silver Buddha - The Domes of Silence
- Soulwax - Another Excuse
- Soulwax - Compute
- The Cobras - Restless
- The James Gang - Funk #49
- The Pazant Brothers - A Gritty Nitty
- The View - Comin' Down